# Warszewiczia cordata
Warszewiczia cordata är en måreväxtart som beskrevs av Richard Spruce och Karl Moritz Schumann. Warszewiczia cordata ingår i släktet Warszewiczia och familjen måreväxter. Inga underarter finns listade i Catalogue of Life.